# Bisdom Novo mesto
Het bisdom Novo mesto (Latijn: Dioecesis Novae Urbis, Sloveens: Škofija Novo mesto) is een in Slovenië gelegen rooms-katholiek bisdom met zetel in Novo mesto. Het bisdom behoort tot de kerkprovincie Ljubljana en is samen met het bisdom Koper suffragaan aan het aartsbisdom Ljubljana.
Het bisdom werd op 7 april 2006 door paus Benedictus XVI met de apostolische constitutie Varia inter munera opgericht uit delen van het aartsbisdom Ljubljana.

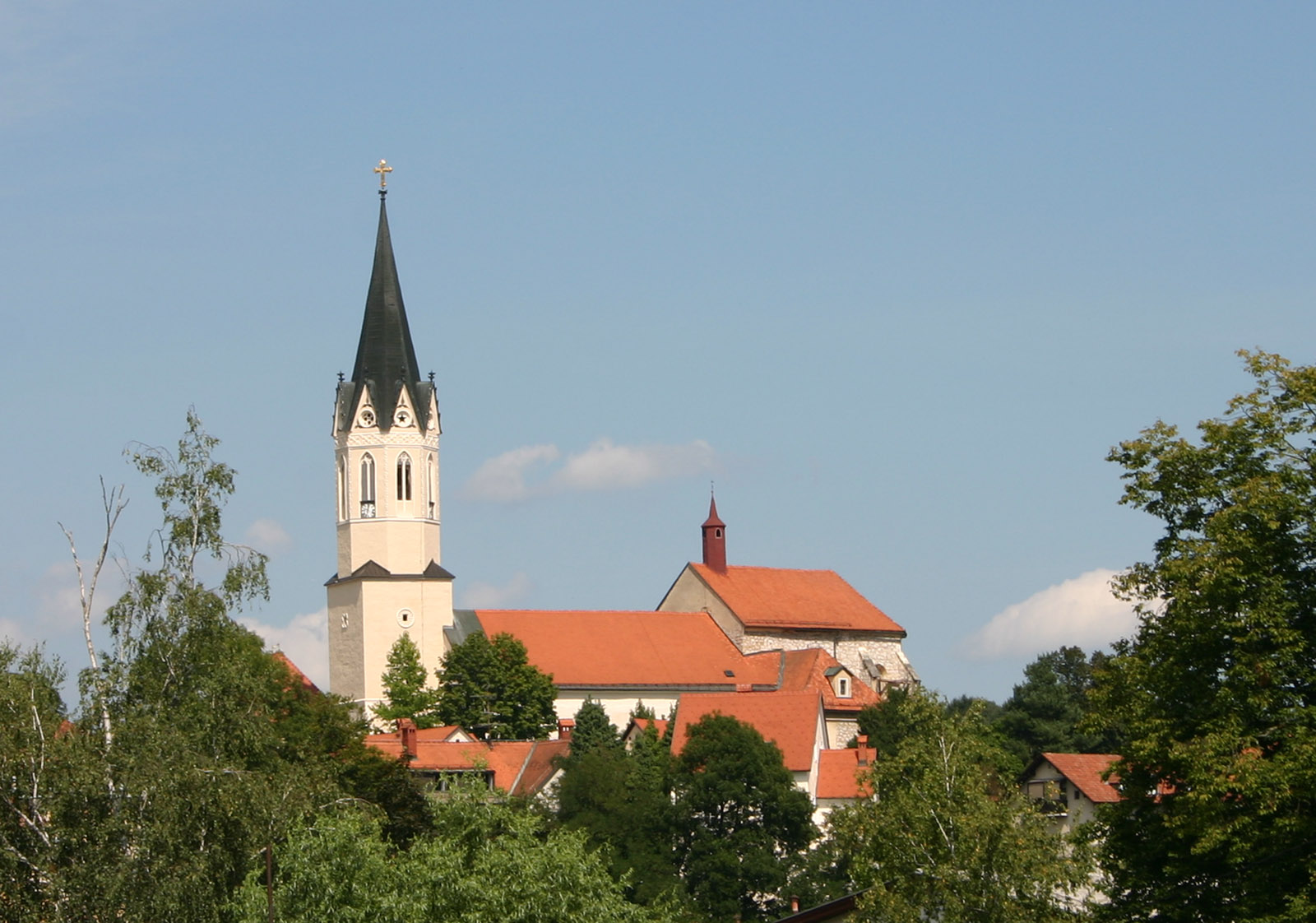
Kathedraal van Novo mesto

## Bisschoppen van Novo mesto
- 2006–heden: Andrej Glavan